# Mondinense FC
El Mondinense FC es un equipo de fútbol de Portugal que milita en el Campeonato de Portugal, la tercera categoría de fútbol en el país.

## Historia
Fue fundado en el año 1924 en la villa de Mondim de Basto en el distrito de Vila Real y jugó en 9 temporadas en la desaparecida Tercera División de Portugal, así como la participación en la Copa de Portugal en más de 10 ocasiones.

## Palmarés
- Primera División de Vila Real: 8

1979/80, 1984/85, 1988/89, 2004/05, 2009/10, 2014/15, 2016/17, 2019/20
- Segunda División de Vila Real: 1

1999/2000
- Copa de Vila Real: 3

1988/89, 1991/92, 2009/10

## Jugadores

### Jugadores destacados
- Paulo Freitas